# Jordan Rudess
Jordan Rudess, de son vrai nom Jordan Charles Rudes,, né le 4 novembre 1956 à Great Neck, New York, est un claviériste américain de rock progressif.  Depuis 1999, il est le claviériste du groupe de metal progressif Dream Theater avec lequel il a enregistré 12 albums studio. Il a été membre des Dixie Dregs, du Rudess/Morgenstein Project, de Liquid Tension Experiment et est membre du trio Levin Minnemann Rudess.
Il mène aussi une carrière solo avec des albums comme Listen (1993), Feeding the Wheel (2001), 4NYC (2002) ou encore The Road Home (2007). Il développe aussi plusieurs applications musicales pour smartphones et tablettes dont MorphWiz, SampleWiz 2, Geo Synthesizer, Tachyon, SpaceWiz et SketchWiz.

## Biographie

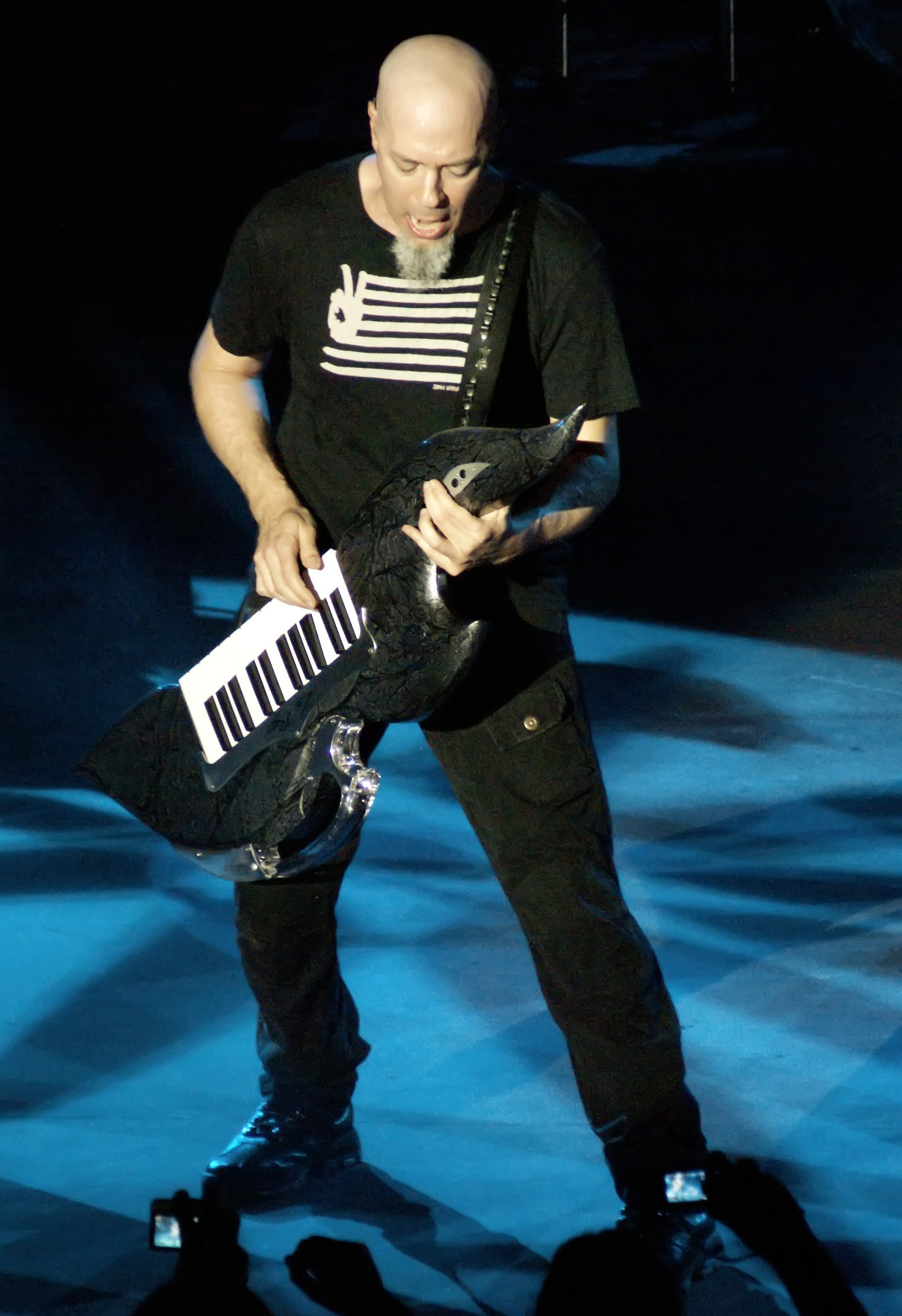
Jordan Rudess en concert en 2006.

Jordan Rudess s'oriente au départ vers une carrière de pianiste classique. À l'âge de neuf ans, il entre à la Juilliard School.
C'est après avoir découvert l'album Tarkus (1971) du groupe Emerson, Lake and Palmer et le jeu de clavier de Keith Emerson qu'il s'oriente vers le rock progressif.
Après avoir participé à de nombreux projets durant les années 1980, il obtient la reconnaissance en 1994 en étant nommé « meilleur nouvel artiste » par les lecteurs du magazine Keyboard à la suite de la sortie de son album solo Listen.
Parmi les groupes qui remarquent alors son talent, les Dixie Dregs et Dream Theater proposent tous les deux à Jordan de les rejoindre. Il choisit les Dregs principalement pour la possibilité d’être membre à temps partiel en réduisant ainsi l'impact sur sa jeune famille, possibilité qu'il n'avait pas avec Dream Theater.
Durant sa période avec les Dixie Dregs, Jordan forme un power duo avec le batteur Rod Morgenstein dont l'origine remonte à une défaillance électrique lors d'un concert avec les Dregs qui empêche tous les instruments de fonctionner hormis ceux de Jordan. Rod et Jordan improvisèrent alors ensemble jusqu'à ce que le problème soit réparé et que le concert puisse reprendre son cours normal. L'alchimie entre les deux musiciens est si forte lors de ce bœuf qu'ils décidèrent de jouer ensemble de manière régulière sous le nom Rudess/Morgenstein Project. Ils sortent un album studio et un enregistrement public[réf. souhaitée].
Jordan Rudess est à nouveau en contact avec Dream Theater quand il fait avec Rod Morgenstein la première partie de leurs concerts lors d'une tournée nord-américaine.
En 1997, quand Magna Carta Records demande à Mike Portnoy de former un supergroupe, Jordan est choisi comme claviériste. Tony Levin à la basse et John Petrucci à la guitare complètent la formation de Liquid Tension Experiment. Durant l'enregistrement des deux albums, il devient évident à Mike et à John que Jordan était précisément la personne dont Dream Theater avait besoin. Ils demandent alors à Jordan de les rejoindre et remercièrent Derek Sherinian (alors claviériste de Dream Theater).

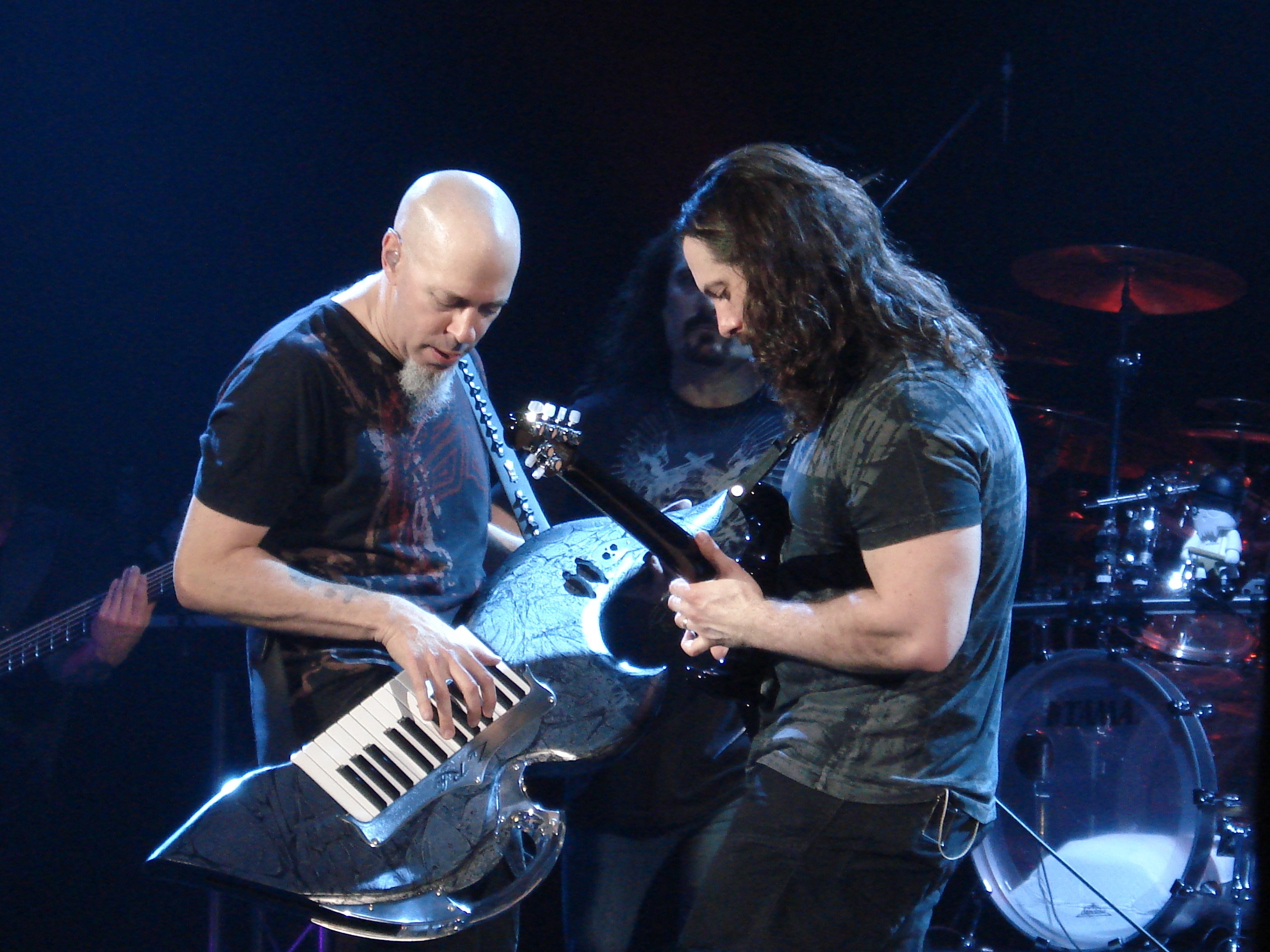
Jordan Rudess et John Petrucci en 2008 en Argentine.

Jordan est claviériste à plein temps de Dream Theater depuis l'enregistrement en 1999 de Metropolis Part 2: Scenes from a Memory. Il enregistre ensuite avec le groupe dix autres albums studio : Six Degrees of Inner Turbulence en 2002, Train of Thought en 2003, Octavarium en 2005, Systematic Chaos en 2007, Black Clouds and Silver Linings en 2009, A Dramatic Turn of Events en 2011, Dream Theater en 2013 ainsi que The Astonishing en 2016, Distance over Time en 2019 et A View from the Top of the World en 2021
Avec sa fille, il enregistre en 2009 un morceau intitulé For the Moment dont les bénéfices sont destinés à l'organisation Central Asia Institute pour promouvoir l'éducation et plus particulièrement l'éducation des filles en Asie. Toujours en 2009, Jordan Rudess crée l'entreprise Wizdom Music pour développer des applications musicales destinées à être utilisées sur les smartphones et les tablettes tactiles.
L'application MorphWiz, créée en 2010, remporte plusieurs prix dont celui de « meilleure application musicale ». Il utilise notamment l'application MorphWiz sur certains morceaux de Dream Theater comme On the Backs of Angels (A Dramatic Turn of Events, 2011). En 2012, il développe deux nouvelles applications SpaceWiz et Tachyon. Tachyon, destinée aux musiciens professionnels et amateurs, permet de mélanger le son de deux instruments, par exemple de faire tendre le son d'un piano vers le son d'un violon,,.
En 2015, il lance l'application Geoshred qui permet de reproduire des effets de guitare électrique sur un iPad.

## Style musical

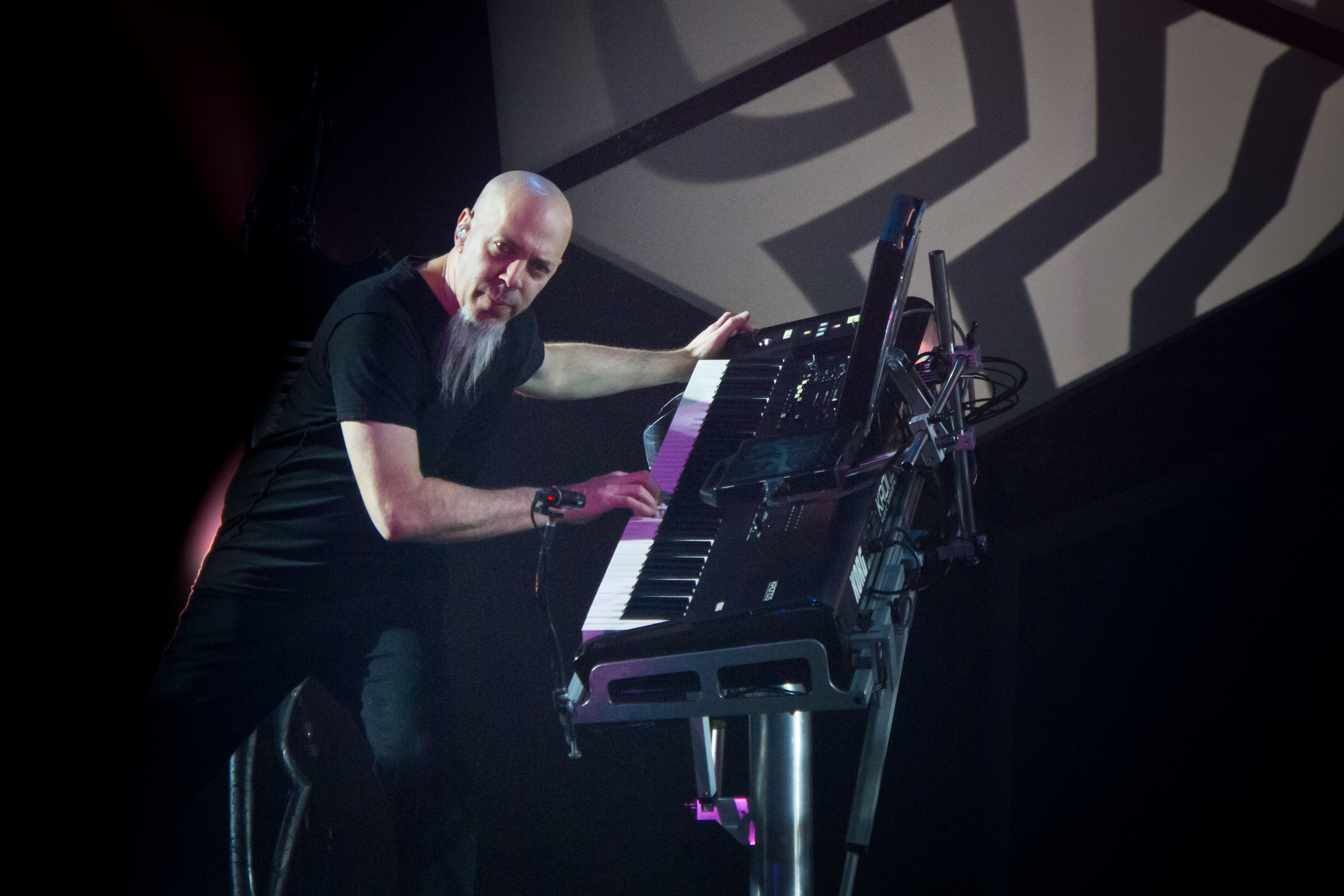
Jordan Rudess en concert en 2012.

Claviériste original et très prolifique, il marque l'ensemble de ces albums par des sonorités spéciales et propres à son créateur, qui va faire de l'utilisation de ses synthétiseurs une marque de fabrique et une identité sonore reconnaissable entre mille. Malgré quelques détracteurs lui reprochant une « surdose » de sonorités et une certaine excentricité, l'auto-nommé Keyboard Wizard fait l'unanimité parmi les fans tant son univers a pu enrichir le quintet[réf. nécessaire][non neutre].
Jordan Rudess se démarque des autres claviéristes de Dream Theater (Kevin Moore et Derek Sherinian) par son utilisation sur scène d'instruments caractéristiques tels que le ZenRiffer (un keytar personnalisé), le Haken Continuum ou encore son propre iPhone à partir de 2009.

## Influences
Dans un entretien donné en 2011, Jordan Rudess cite les cinq albums qui ont changé sa vie. Il cite Tarkus de Emerson, Lake and Palmer (1971), Electric Ladyland de The Jimi Hendrix Experience (1968), Free Hand de Gentle Giant (1975), The Dark Side of the Moon de Pink Floyd (1973) et Close to the Edge de Yes (1972).
Il revendique également l'influence de claviéristes comme Rick Wakeman, Patrick Moraz et Keith Emerson.

## Discographie

### En solo
- 1988 : Arriva (cassette)
- 1993 : Listen
- 1997 : Secrets of the Muse
- 1999 : Resonance
- 2000 : Unplugged
- 2001 : Feeding the Wheel (Magna Carta Records)
- 2002 : 4NYC (Magna Carta Records)
- 2002 : Christmas Sky
- 2004 : Rhythm of Time (Magna Carta Records)
- 2006 : Prime Cuts (Magna Carta Records)(compilation)
- 2007 : The Road Home (album de reprises)
- 2009 : Notes On a Dream
- 2013 : All That Is Now
- 2014 : Explorations
- 2015 : The Unforgotten Path
- 2019 : Wired for Madness
- 2024 : Permission To Fly

### Dream Theater
- 1999 : Metropolis Part 2: Scenes from a Memory
- 2001 : Live Scenes from New York (Live)
- 2002 : Six Degrees of Inner Turbulence
- 2003 : Train of Thought
- 2004 : Live at Budokan
- 2005: Octavarium
- 2006 : Score (Live)
- 2007 : Systematic Chaos
- 2008 : Greatest Hit (...And 21 Other Pretty Cool Songs)
- 2008 : Chaos in Motion 2007-2008 (Live)
- 2009 : Black Clouds and Silver Linings
- 2011 : A Dramatic Turn of Events
- 2013 : Dream Theater
- 2013 : Live at Luna Park
- 2014 : Breaking the Fourth Wall (Live)
- 2016 : The Astonishing
- 2019 : Distance over Time
- 2020 : Distant Memories - Live in London
- 2021 : A View from the Top of the World
- 2025 : Parasomnia

### Liquid Tension Experiment
- 1998 : Liquid Tension Experiment 1
- 1999 : Liquid Tension Experiment 2
- 2007 : Spontaneous Combustion
- 2009 : Liquid Trio Experiment 2 - When the Keyboard Breaks (Live in Chicago)
- 2021 : Liquid Tension Experiment 3

### Autres projets
- 1999 : Rudess / Morgenstein Project
- 2001 : Rudess Morgenstein Project : The Official Bootleg
- 2001 : An Evening With John Petrucci & Jordan Rudess
- 2013 : LMR de Levin Minnemann Rudess avec Tony Levin et Marco Minnemann
- 2016 : From The Law Offices… de Levin Minnemann Rudess, Lazybones Records

### Participations
- 1981 :  Speedway Blvd.
- 1988 :  Vinnie Moore : Time Odissey
- 1989 :  Tom Coster : Did Jah Miss Me ?
- 1994 :  Annie Haslam : Blessing in Disguise
- 1995 :  Various Artists : Romscape
- 1996 :  Noirin Ni Riain : Celtic Soul
- 1996 :  Various Artists : Steinway to Heaven
- 1997 :  Kip Winger : This Conversation Seems Like a Dream
- 1998 :  Jupiter : Jupiter Project
- 1999 :  Rhonda Larson : Free as a Bird
- 1999 :  Encores, Legends and Paradox : A Tribute to ELP
- 2000 :  Paul Winter and The Earth Band : Journey With the Sun
- 2001 :  Scott McGill : Addition by Substraction
- 2001 :  Prefab Sprout : The Gunman and Other Stories
- 2002 :  David Bowie : Heathen
- 2002 :  John Bollenberg Experience : If Only Stones Could Speak
- 2003 :  Jupiter : Echo and Art
- 2006 : Neil Zaza : When Gravity Fails
- 2007 : Neal Morse : Sola Scriptura[12]
- 2007 : K3 : Under a Spell
- 2008 : Ricky Garcia : Let Sleeping Dogs
- 2009 : Steven Wilson : Insurgentes
- 2011 : Steven Wilson : Grace For Drowning
- 2016 : An Endless Sporadic : Magic Machine

## Vidéographie

### En solo
- 2001 : Keyboard Wizardry (VHS et DVD)
- 2005 : Keyboard Madness
- 2006 : Jordan Rudess in Concert! : Keyfest Live! 2004

### Dream Theater
- 2001 : Live Scenes from New York
- 2004 : Live at Budokan
- 2006 : Score
- 2008 : Chaos In Motion
- 2013 : Live at Luna Park
- 2014 : 'Breaking the Fourth Wall
- 2020 : Distant Memories - Live in London